# Christian Venge
Christian Venge Balboa (Barcelona, 1 de diciembre de 1972) es un deportista español que compite en ciclismo adaptado en las modalidades de ruta y pista. Ganó seis medallas en los Juegos Paralímpicos de Verano entre los años 2000 y 2020.

## Palmarés internacional
| Juegos Paralímpicos | Juegos Paralímpicos   | Juegos Paralímpicos | Juegos Paralímpicos           |
| Año                 | Lugar                 | Medalla             | Prueba                        |
| ------------------- | --------------------- | ------------------- | ----------------------------- |
| 2004                | Atenas (Grecia)       | Medalla de plata    | Ruta/Contrarreloj tándem B1-3 |
| 2008                | Pekín (China)         | Medalla de oro      | Contrarreloj B VI 1-3         |
| 2012                | Londres (Reino Unido) | Medalla de oro      | Contrarreloj B                |
| 2020                | Tokio (Japón)         | Medalla de bronce   | Contrarreloj B                |

| Juegos Paralímpicos | Juegos Paralímpicos | Juegos Paralímpicos | Juegos Paralímpicos                         |
| Año                 | Lugar               | Medalla             | Prueba                                      |
| ------------------- | ------------------- | ------------------- | ------------------------------------------- |
| 2000                | Sídney (Australia)  | Medalla de bronce   | Persecución individual tándem clase abierta |
| 2008                | Pekín (China)       | Medalla de plata    | Persecución individual B VI 1-3             |